# Lengyelország bukaresti nagykövetsége
Lengyelország bukaresti nagykövetsége (lengyelül: Ambasada Rzeczypospolitej Polskiej w Bukareszcie, románul: Ambasada Republicii Polone la Bucureşti) Lengyelország és Románia kapcsolatainak egyik kiemelt intézménye, a világháború miatti megszakítást leszámítva 1919 óta. Az épületet még 1929-ben vásárolta a lengyel állam, a diplomáciai misszió azóta ugyanott van - közvetlenül a román külügy tömbje mellett.

## Előzmények
Bár Románia már 1862-ben létrejött, a Második Lengyel Köztársaság 1918-ban alakult, így a diplomáciai kapcsolatok felvételére is csak ezt követően kerülhetett sor. A kapcsolatkeresés azonban nem indult jól: 1918-ban a lengyel Kormányzósági Tanács döntött a diplomáciai közeledésről, és megbízta Marian Lindét - aki az Osztrák–Magyar Monarchia bukaresti követségén volt korábban konzul, így Bukarestben tartózkodott -, hogy megbízottként képviselje a lengyel érdekeket Bukarestben. Linde megbízását 1919 elején az időközben felállított  lengyel Külügyminisztérium is megerősítette. Azonban a Lengyel Nemzeti Bizottság Stanisław Koźmińskit nevezte ki diplomataként a román kormányhoz. Ez utóbbi szervezet ideiglenes kormányzati hatáskörű grémium volt az alakuló lengyel állam létrejöttének első éveiben. A román hatóságok azonban sem Linde küldetését nem ismerték el, sem Koźmińskinak nem adtak agrémentet.

## A nagykövetség története
Józef Piłsudski marsall, az időközben megválasztott lengyel államfő Aleksander Skrzyński - későbbi lengyel külügyminiszter, miniszterelnök - megbízását írta alá, így őt tartják az első hivatalos követnek. Ugyanakkor a kapcsolatfelvétel pontos dátumát csak közel száz évvel később, 2018-ban tudták pontosan megállapítani, amikor a két követ - Skrzyński lengyel, és Alexandru Florescu Varsóban akkreditált román - megbízásának dátumát és megbízóleveleik átadásának időpontját levéltári kutatások során kiderítették. Eszerint a kapcsolatfelvétel napjának 1919. június 22-t ismerik el.
A kezdetben követségi szinten működő diplomáciai képviseleteket már korán, 1937. június 30-án nagykövetségi szintre emelték. Két évvel később azonban Lengyelország német (és szovjet) megszállása miatt a lengyel kormánynak menekülnie kellett, s velük együtt több tízezernyi  katonának és civilnek is. Két menekülési útvonal létezett ekkor: Magyarország és Románia irányába. Magyarország németbarát, Románia pedig - ekkor még - semleges állam volt, mégis a magyarok nagy barátsággal fogadták a lengyeleket, míg a román hatóságok a katonai és még a politikai menekülteket – többek között a lengyel kormányt – is internálták és rossz körülmények között tartották. A diplomáciai kapcsolatok végül Lengyelország megszállása okán 1940. november 4-én szakadtak meg. A második világháborút követően immár a szocialista táboron belüli Lengyelország és Románia között 1945. augusztus 13-án újultak meg a diplomáciai kapcsolatok, s 1946 áprilisában nyíltak meg ismét a nagykövetségek.
2006-ban az Európai Biztonsági és Együttműködési Szervezet védnöksége alatt a bukaresti lengyel nagykövetség épületében tárgyalt Robert Kocsarján örmény és İlham Əliyev azerbajdzsáni elnök a Hegyi-Karabah Köztársaság körüli konfliktus megszüntetéséről.

### A követségi épület
A lengyel nagykövetség bukaresti, Aleea Alexandru 23. szám alatti épületét 1912-ben építette egy gabonakereskedő, akitől 1929-ben vásárolta meg a Jan Szembek (korábbi budapesti követ) a lengyel állam számára. Az épülethez az 1930-as években toldottak egy hátsó melléképületet. Az 1977-es romániai földrengésben a nagykövetség épülete súlyosan megsérült. 1978-80 között gyakorlatilag az alapoktól teljesen újjáépítették olyan vasbeton szerkezettel, amely ellenáll a szeizmikus sokkoknak. 1993-95 és 2005-6 között a házat teljesen felújították.